# Novo Mundo (Mato Grosso)
Novo Mundo es un municipio brasilero del estado de Mato Grosso. Se localiza a una latitud 09º57'01" sur y a una longitud 55º11'54" oeste, estando a una altitud de 330 metros. Su población estimada en 2004 era de 6.046 habitantes. 
Posee un área de 5811,35 km².